# Stelis semenovi
Stelis semenovi là một loài Hymenoptera trong họ Megachilidae. Loài này được Popov mô tả khoa học năm 1933.